# Bachia trinitatis
Bachia trinitatis (тринідадська бахія) — вид ящірок родини гімнофтальмових (Gymnophthalmidae). Ендемік Тринідаду і Тобаго.

## Поширення і екологія
Тринідадські бахії мешкають на Тринідаді, Тобаго, Малому Тобаго та острівцях Бокас. Вони живуть в тропічних лісах та на узліссях, серед опалого листя. Відкладають яйця.